# Martin Kiprotich
Martin Magengo Kiprotich (* 6. April 2003) ist ein ugandischer Leichtathlet, der sich auf den Langstreckenlauf spezialisiert hat. 

## Sportliche Laufbahn
Erste Erfahrungen bei internationalen Meisterschaften sammelte Martin Kiprotich im Jahr 2021, als er bei den U20-Weltmeisterschaften in Nairobi in 14:15,62 min den neunten Platz im 5000-Meter-Lauf belegte. Bei den Crosslauf-Weltmeisterschaften 2023 in Bathurst gelangte er nach 30:56 min auf den 18. Platz im Einzelrennen und sicherte sich in der Teamwertung die Bronzemedaille hinter den Teams aus Kenia und Äthiopien. Im Jahr darauf wurde er bei den Crosslauf-Weltmeisterschaften in Belgrad nach 28:56 min 14. im Einzelbewerb. Im August nahm er an den Olympischen Sommerspielen in Paris teil und gelangte dort nach 28:20,72 min auf den 20. Platz im 10.000-Meter-Lauf.

## Persönliche Bestzeiten
- 5000 Meter: 13:21,85 min, 22. Mai 2022 in Grosseto
- 10.000 Meter: 28:20,72 min, 2. August 2024 in Paris
- 10-km-Straßenlauf: 28:21 min, 31. Dezember 2022 in Bozen